# Aldearrodrigo
Aldearrodrigo là một đô thị ở tỉnh Salamanca, phía tây Tây Ban Nha, cộng đồng tự trị Castile-Leon. Đô thị này có cự ly 24 kilômét so với thành phố tỉnh lỵ Salamanca và có dân số 194 người. Diện tích là 8,41 km².
Aldearrodrigo nằm ở khu vực có độ cao 785 mét trên mực nước biển.